# 謝裘
謝裘（1542年—？），字子美，號文川，直隸太平府當塗縣人，民籍，明朝政治人物。

## 生平
隆慶四年（1570年）庚午科應天府鄉試第七十三名，萬曆二年（1574年）甲戌科會試第七十六名，登二甲第二十二名進士。歷官河南歸德府知府，十六年六月升廣東副使，遷浙江左參政，二十八年四月升本省按察使兼參議。

## 家族
曾祖謝玉；祖父謝祐；父謝惇，曾任教諭。母夏氏。严侍下。兄表、衣、裳。